# Joyas de la Corona de Wurtemberg

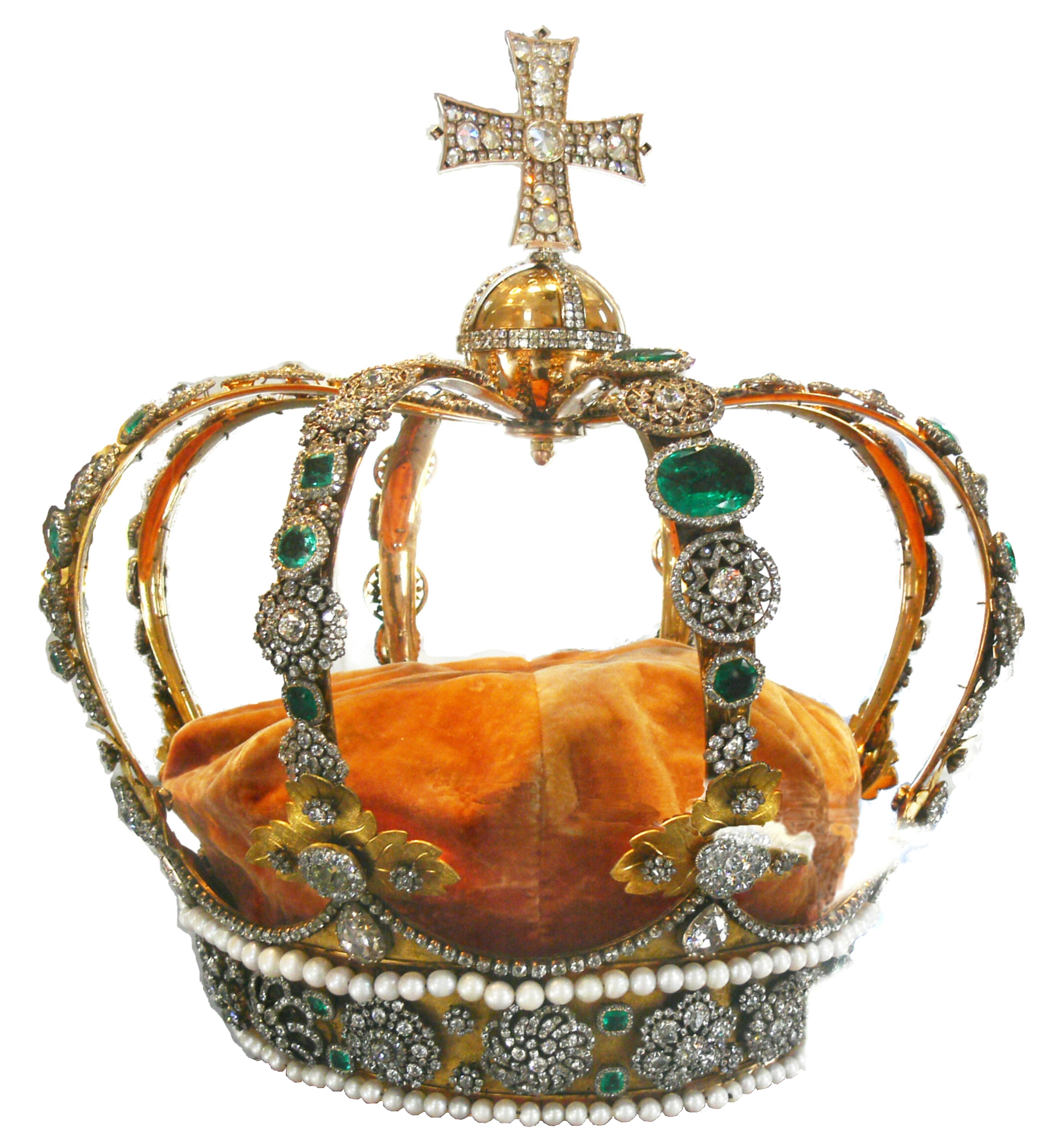
La Corona de Wurtemberg.

Las Joyas de la Corona de Wurtemberg (en alemán: Kronjuwelen des Königreichs Württemberg) son una colección de joyas que históricamente pertenecieron a los reyes y reinas de Wurtemberg.
La serie original de joyas fueron realizadas en 1806 por Federico I de Wurtemberg para celebrar la elevación de Wurtemberg al rango de reino. Entre las piezas más conocidas de la colección se encuentra:
- La Corona de Wurtemberg es una corona que consiste en piezas de oro, diamantes, perlas y esmeraldas. Muchos de los diamantes fueron donados de la colección de joyas del Duque Carlos Alejandro. La corona se convirtió en un símbolo que únicamente era portada durante las celebraciones oficiales.[1] Sin embargo, más tarde fue llevada en ceremonias y procesiones como bodas, funerales o la celebración de año nuevo. El aspecto de la corona es modificada por última vez durante 1749-1827 por el joyero de la Corte August Heinrich Kuhn para el rey Guillermo I de Wurtemberg. En 1945 la corona fue confiscada por tropas francesas de una bóveda de un banco en Biberach an der Riß. La corona fue finalmente restituida al parlamento de Wurtemberg-Hohenzollern.

- La Diadema de diamantes creada en 1820 para la reina Paulina de Wurtemberg. Gran parte de los diamantes que componen todavía hoy la diadema fueron transferidos de la Corona de Wurtemberg del rey Guillermo I, esposo de Paulina.

- Vajilla de oro, un servicio completo para grandes recepciones en la corte donados al rey de Württemberg en 1816 por la gran duquesa (más tarde reina) Catalina Pávlovna Románova, hija de zar Pablo I de Rusia.

Después del fin de la Monarquía en Wurtemberg la familia real y el Estado de Wurtemberg dispersaron las joyas de la corona. En la actualidad algunas piezas de la colección, incluidas la Corona y la Diadema, pueden ser vistas en el Museo del Estado de Wurtemberg (Landesmuseum Württemberg).